# Hybanthus domingensis
Hybanthus domingensis är en violväxtart som beskrevs av Ignatz Urban och Ekman. Hybanthus domingensis ingår i släktet Hybanthus och familjen violväxter. Inga underarter finns listade i Catalogue of Life.